# Andrena yasumatsui
Andrena yasumatsui är en biart som beskrevs av Hirashima 1952. Andrena yasumatsui ingår i släktet sandbin, och familjen grävbin. Inga underarter finns listade i Catalogue of Life.